# آرون غاليندو
آرون غاليندو (بالإسبانية: Aarón Galindo) هو لاعب كرة قدم مكسيكي، ولد في 8 مايو 1982 في مدينة مكسيكو في المكسيك. شارك مع منتخب المكسيك لكرة القدم. أما مع النوادي، فقد لعب مع آينتراخت فرانكفورت وسانتوس لاغونا وكروز آزول ونادي إيركوليس ونادي تولوكا ونادي غراسهوبر زيوريخ ونادي غوادالاخارا ونادي غوادالاخارا.

## وصلات خارجية
- آرون غاليندو على موقع الاتحاد الدولي (مؤرشف)  (الإنجليزية)
- آرون غاليندو على موقع قاعدة بيانات كرة القدم.إي يو (الإنجليزية)
- آرون غاليندو على موقع بيانات كرة القدم. دي إي (الألمانية)
- آرون غاليندو على موقع ناشيونال فوتبول تيمز (الإنجليزية)
- آرون غاليندو على موقع Soccerway.com (الإنجليزية)
- آرون غاليندو على موقع عالم كرة القدم.نت (الإنجليزية)
- آرون غاليندو على موقع أوليمبيديا (الإنجليزية)
- آرون غاليندو على موقع AS.com (الإسبانية)